# Grazia Maria Spina
Maria Grazia Spina, cunoscută ca Grazia Maria Spina, (n. 3 iunie 1936, Veneția, Italia – d. 13 martie 2025, Padova, Italia) a fost o actriță italiană.

## Biografie
A debutat la Teatro Stabile din Trieste, apoi a jucat la Fenice din Veneția cu Vittorio Gassman. Cariera sa teatrală s-a desfășurat în special la Roma (Teatro Piccolo Eliseo) și Genova (Teatro Stabile), cu un repertoriu vast incluzând Goldoni și un număr mare de autori celebri.
În 1965 alături de Mike Bongiorno a prezentat Festivalul de la Sanremo.
A jucat în zeci de filme și a participat la zeci de programe de televiziune. Din 1991 s-a dedicat doar picturii. În 1997 a primit onoarea de Commendatore.
A decedat la vârsta de 90 de ani într-o instituție din Padova, unde a fost internată, la 13 martie 2025. Ea locuise anterior în Cortona.

## Filmografie selectivă

### Cinema

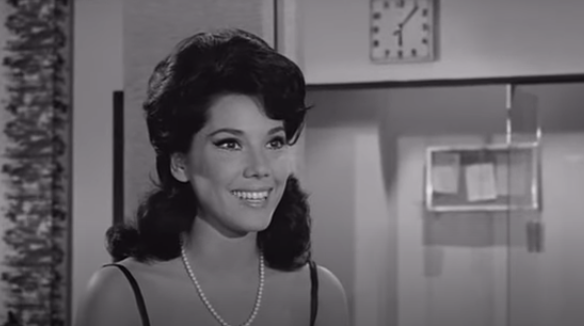
Grazia Maria Spina în Pugni pupe e marinai (1961)

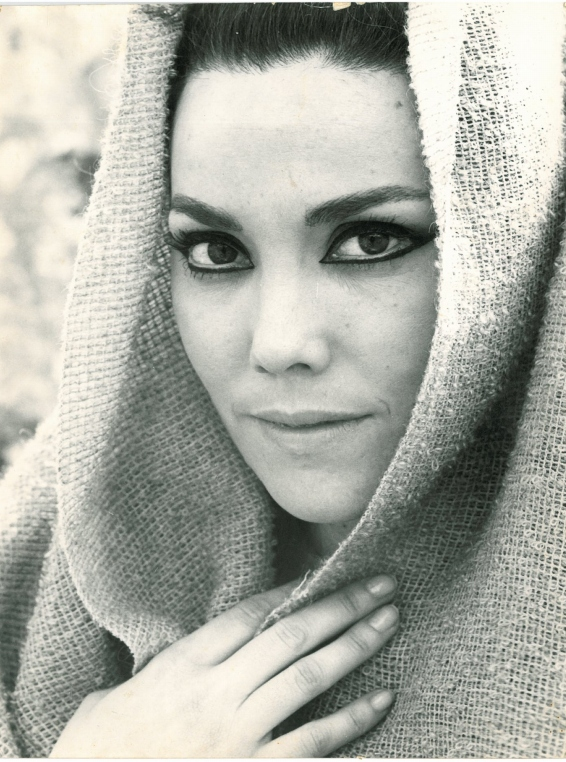
Grazia Maria Spina în filmul Biblia (1966)

- 1958 Promesse di marinaio, regia Turi Vasile
- 1959 Uomini e nobiluomini, regia Giorgio Bianchi
- 1959 Tonomat - Țipete de dragoste (Juke box - Urli d'amore), regia Mauro Morassi
- 1959 Cursa de 100 kilometri (La cento chilometri), regia Giulio Petroni
- 1960 Cazacii (I cosacchi), regia Giorgio Rivalta și Viktor Turjanski
- 1960 Il peccato degli anni verdi, regia Leopoldo Trieste
- 1960 I piaceri del sabato notte, regia Daniele D'Anza
- 1961 Drakut il vendicatore, regia Luigi Capuano
- 1961 Pugni pupe e marinai, regia Daniele D'Anza
- 1962 Tigrul celor șapte mări (La tigre dei sette mari), regia Luigi Capuano
- 1962 Fiul șeicului (Il figlio dello sceicco), regia Mario Costa
- 1962 Zorro la curtea Spaniei (Zorro alla corte di Spagna), regia Luigi Capuano
- 1962 Ursus e la ragazza tartara, regia Remigio del Grosso
- 1963 Zorro și cei trei mușchetari (Zorro e i tre moschettieri), regia Luigi Capuano
- 1963 Succesul (Il successo), regia Mauro Morassi
- 1963 Zorro contro Maciste, regia Umberto Lenzi
- 1963 Ducele negru (Il duca nero), regia Pino Mercanti
- 1964 La rivolta dei barbari, regia Guido Malatesta
- 1964 Lasciate sparare... chi ci sa fare (Laissez tirer les tireurs), regia Guy Lefranc
- 1964 Queste pazze, pazze donne, regia Marino Girolami
- 1965 Altissima pressione, regia Enzo Trapani
- 1965 Eu, eu, eu... și ceilalți (Io, io, io... e gli altri), regia Alessandro Blasetti
- 1966 Biblia (The Bible: In the Beginning...), regia John Huston
- 1973 Rugantino, regia Pasquale Festa Campanile
- 1975 La madama, regia Duccio Tessari
- 1976 Napoli violenta, regia Umberto Lenzi
- 1976 Dimmi che fai tutto per me, regia Pasquale Festa Campanile
- 1980 Întoarcerea lui Casanova (Il ritorno di Casanova), regia Pasquale Festa Campanile